# Callum Smith (ski de fond)
Pour les articles homonymes, voir Smith.
Callum Smith, né le 12 octobre 1992 à Bristol, est un fondeur britannique. 

## Biographie
Membre du Huntly Nordic Ski Club depuis l'âge de huit ans, où il côtoie notamment Andrew Musgrave, il prend part aux courses de la FIS à partir de 2008, aux Championnats du monde junior entre 2010 et 2012 et à sa première manche de Coupe du monde en janvier 2011 à Otepää. Dans cette compétition, il enregistre comme meilleur résultat sur une course le 56e rang lors des Finales 2017.
En 2014, il est sélectionné pour les Jeux olympiques de Sotchi, y courant trois courses, pour se classer au mieux 61e au skiathlon. Après avoir complété ses études à l'université d'Édimbourg en 2016, il déménage à Lillehammer en Norvège.
Il dispute trois éditions des Championnats du monde en 2011, 2013 et 2017, obtenant comme meilleur résultat individuel une 51e place sur le cinquante kilomètres libre en 2017 à Lahti.
Aux Jeux olympiques d'hiver de 2018, à Pyeongchang, il obtient son meilleur résultat sur le cinquante kilomètres avec le 50e rang. Il s'agit de son ultime compétition majeure, le Britannique prenant sa retraite sportive cette année.

## Palmarès

### Jeux olympiques
| Épreuve / Édition   | Sprint                           | Sprint                           | 15 km                            | 15 km                            | Skiathlon 2 × 15 km | 50 km | Relais | Relais    |
| Épreuve / Édition   | libre                            | classique                        | libre                            | classique                        | Skiathlon 2 × 15 km | 50 km | Sprint | 4 × 10 km |
| JO 2014 Sotchi      | 62e                              | Épreuve inexistante à cette date | Épreuve inexistante à cette date | 67e                              | 61e                 | -     | —      | —         |
| JO 2018 Pyeongchang | Épreuve inexistante à cette date | —                                | 71e                              | Épreuve inexistante à cette date | 54e                 | 50e   | -      | —         |

Légende :
- : pas d'épreuve
- — : Non disputée par Smith

### Championnats du monde
| Épreuve / Édition           | Sprint                           | Sprint                           | 15 km                            | 15 km                            | Skiathlon 2 × 15 km | 50 km | Relais | Relais    |
| Épreuve / Édition           | libre                            | classique                        | libre                            | classique                        | Skiathlon 2 × 15 km | 50 km | Sprint | 4 × 10 km |
| Mondiaux 2011 Oslo          | 74e                              | Épreuve inexistante à cette date | Épreuve inexistante à cette date | 70e                              | -                   | -     | 22e    | 15e       |
| Mondiaux 2013 val di Fiemme | Épreuve inexistante à cette date | 78e                              | 97e                              | Épreuve inexistante à cette date | 69e                 | -     | 26e    | —         |
| Mondiaux 2017 Lahti         | 71e                              | Épreuve inexistante à cette date | Épreuve inexistante à cette date | 55e                              | LAP                 | 51e   | —      | —         |

Légende :
- : pas d'épreuve
- — : Non disputée par Smith
- LAP : a pris un tour de retard